# Surodchana Khambao
Weeraphon Wichuma (en tailandés: สุรจนา คำเบ้า; 23 de diciembre de 1999) es una deportista tailandesa que compite en halterofilia. Participó en los Juegos Olímpicos de París 2024, obteniendo una medalla de bronce en la categoría de 49 kg.

## Palmarés internacional
| Juegos Olímpicos | Juegos Olímpicos | Juegos Olímpicos  | Juegos Olímpicos |
| Año              | Lugar            | Medalla           | Categoría        |
| ---------------- | ---------------- | ----------------- | ---------------- |
| 2024             | París (Francia)  | Medalla de bronce | 49 kg            |